# Gesta Hunnorum et Hungarorum
Le Gesta Hunnorum et Hungarorum (dal latino: "Atti degli Unni e degli Ungheresi") è una cronaca medievale scritta principalmente da Simone di Kéza intorno al 1282-1285. Si tratta di una delle poche fonti scritte in Ungheria e relative al periodo antico della storia dei magiari. È altresì conosciuta come Gesta Hungarorum (II) (in latino: "Atti degli ungheresi"), con il numero cardinale romano che sta ad indicare come si trattasse, per alcuni, di una sorta di estensione delle originali Gesta Hungarorum (scritte intorno al 1200).

## Contenuto
L'opera risale al 1282-1285, in quanto riferisce della battaglia del lago di Hód (1282) tra i cumani e Ladislao IV d'Ungheria, senza menzionare la seconda invasione mongola dell'Ungheria nel 1285.
La vivace opera combina la leggenda legate agli unni con la storia narrata. Essa consta di due parti: 
- La leggenda unna ("Cronaca unna"), che rappresenta una sorta di approfondimento dei racconti orali ungheresi già riportati dalle Gesta Hungarorum;
- Una storia del regno d'Ungheria che segue in parte l'originale rappresentato dalle Gesta Hungaronum.[2]

## Autore
Simone di Kéza era un chierico presente alla corte del re Ladislao IV d'Ungheria (al potere dal 1272 al 1290). Questi viaggiò molto in Italia, Francia e Germania nel corso della sua vita e si preoccupò di cominciare a raccogliere il suo materiale epico e poetico rifacendosi a una vasta serie di letture. Per ammissione dello stesso Kéza, utilizzò cronache contemporanee tedesche, italiane e francesi, ma è stato provato che utilizzò altresì delle fonti ungheresi.

## Edizioni
Le Gesta Hunnorum et Hungarorum sono state curate e tradotte nel 1999 da László Veszprémy e Frank Schaer per la Central European University.